# ヒメナミキ
ヒメナミキ（姫浪来、学名：Scutellaria dependens）は、シソ科タツナミソウ属の多年草。

## 特徴
植物体は繊細で、ほとんどが無毛。地下茎は白く細長い匐枝状になる。茎には稜があり、直立して高さは10-60cmになり、上部でわずかに分枝する。葉は小型で対生し、葉柄は長さ1-3mmになる。葉身は三角状披針形または三角状卵形で、長さ1-2cm、幅6-10mmになり、先は細くとがって先端は鈍頭、縁には1-3対の低い鋸歯があり、基部は浅い心形となる。葉質は薄くやわらかく、縁と表面の葉脈上に微毛が生える。
花期は6-9月。花は節ごとに2個ずつ一方向に偏ってつき、上部の葉腋に左右1個ずつつく。花は白色または紅紫色を帯び、基部は上向きに曲がる。萼は鐘形で、上部に半円状をした突起状の付属物があり、果時の長さは2.5-3mmある。花冠は長さ6-7mmの唇形で、上唇はかぶと状になり、下唇は上唇の約2倍の長さになって、下唇の内部に淡紫色の斑点がある。雄蕊は4個あって、うち2個が長い。雌蕊は1個あり、花柱の先は2裂する。果実は長さ約0.7mmの分果で、4個あり、微細点がある先がとがった小突起があり、宿存性の萼に包まれる。

## 分布と生育環境
日本では、北海道、本州、九州（種子島以北）に分布し、湿った草地、湿地に生育する。国外では、朝鮮半島、中国大陸（東北部、北部）、ウスリー、アムール、モンゴル、東シベリアに分布する。

## 名前の由来
和名ヒメナミキは、「姫浪来」の意で、同属のナミキソウに似て小型なので「姫」をつけた。
種小名 dependens は、「下垂した」「吊下った」の意味。

## ギャラリー
- 尾瀬ヶ原
- 花は唇形で下唇に淡紫色の斑点がある。